# Chris Doak
Chris Doak (Glasgow, 19 december 1977) is een Schots golfprofessional.
Doak leerde golf te spelen van zijn vader en oom op de Whinhill Golf Club in Greenock.

## Loopbaan
Doak werd in 1997 professional. In 2005 won Doak voor het eerst de Schotse PGA Order of Merit.
Zijn topjaar werd 2008. Hij won vijf toernooien van de Schotse Tartan Tour en weer de Order of Merit van de Schotse PGA. Hij won ook de Great Britain and Ireland PGA ‘Play-Off’ series wat hem tot de beste pro maakte van Groot-Brittannië en Ierland. Dat leverde een uitnodiging op voor het BMW PGA Championship, het The Barclays Scottish Open, het The Celtic Manor Wales Open, het European Open en het English Open. Dat jaar eindigde hij als 15de op de Tourschool.
Als rookie op de Europese Tour speelde hij in 2009 22 toernooien. Hij haalde negen cuts en verloor zijn kaart weer. In 2010 speelde hij zeven toernooien op de Challenge Tour, en in 2011 twintig. Met een 36ste plaats op de Order of Merit sloot hij het jaar af en kon hij rechtstreeks naar de Finals van de Tourschool.
In 2012 won hij het Open de Lyon, Tim Sluiter eindigde op de 2de plaats.

### Gewonnen
Tartan Tour
- 2005: Northern Open, Schotse PGA Order of Merit
- 2008: Northern Open,Pro-Am op Barassie,  nog 3 toernooien en de Schotse PGA Order of Merit
- 2012: Schots PGA Kampioenschap

Challenge Tour
- 2012: Allianz Open de Lyon (-13)